# 1799 en littérature
| Années de la littérature : 1796 - 1797 - 1798 - 1799 - 1800 - 1801 - 1802    |
| Décennies de la littérature : 1760 - 1770 - 1780 - 1790 - 1800 - 1810 - 1820 |

Cet article présente les faits marquants de l'année 1799 en littérature.

## Événements
- 19 janvier : Fichte, accusé d’athéisme, répond au rescrit de confiscation du prince-électeur de Saxe par un Appel au public contre l'accusation d'athéisme, puis une Réponse juridique à l'accusation d'athéisme[1]. Le 29 mars, le gouvernement de Weimar décerne un blâme à Fichte, contraint de démissionner de sa chaire de philosophie à Iéna ; malgré les pétitions de ses étudiants, Fichte quitte Iéna pour Berlin où il arrive le 3 juillet[2].

- 10 mai : The Religious Tract Society, maison d'édition londonienne, est officiellement constituée[3].

- 19 juillet (1er thermidor an VII) : découverte à Rosette de l'inscription trilingue qui mettra sur la voie du déchiffrement des hiéroglyphes (pierre de Rosette)[4].

- 11-14 novembre : Novalis lit ses Geistliche Lieder (« Chants spirituels ») lors d'une rencontre des écrivains romantiques allemands Friedrich et August Wilhelm Schlegel, Dorothea Veit, Caroline Schlegel, Ludwig Tieck et Friedrich Schelling à Iéna[5].
- 20 décembre : William Wordsworth et sa sœur Dorothy  s'installent au Dove Cottage à Grasmere[6]. William achève les deux premières parties du Prélude.

## Parutions
- Johann Gottfried von Herder, Metakritik zur Kritik der reinen Vernunft, Frankfurt und Leipzig, Erster Theil, 1799 (présentation en ligne) (« Entendement et expérience : une métacritique de la critique de la raison pure  »).
- Friedrich Schleiermacher, Über die Religion : Reden an die Gebildeten unter ihren Verächtern, Berlin, Johann Friedrich Unger, 1799 (présentation en ligne) (« Discours sur la religion à ceux de ses contempteurs qui sont des esprits cultivés »).
- Vittorio Alfieri, Il Misogallo (présentation en ligne) (« Le Misogallo »), satire en vers qui dénonce les excès de la gallomania en Italie, publiée partiellement à Florence sous le titre Contravveleno poetico per la pestilenza corrente.
- Hannah Adams, A Summary History of New-England (en) : from the first settlement at Plymouth, to the acceptance of the Federal Constitution. Comprehending a general sketch of the American War., Dedham, Herman Mann and James H. Adams, 1799 (présentation en ligne).

### Fictions
- Donatien Alphonse François de Sade, Les Crimes de l'amour : Nouvelles héroïques et tragiques, vol. 1, Paris, Massé, 1799 (présentation en ligne), précédé de son essai Idées sur les romans, en quatre tomes.
- Madame d’Antraigues, Ernesta : nouvelle allemande, Paris, Moutardier, 1799-1800 (présentation en ligne), roman.
- François Guillaume Ducray-Duminil, Les Cinquante Francs de Jeannette, Paris, Le Prieur, 1799 (présentation en ligne), roman en deux volumes.

- William Henry Ireland, The Abbess : A Romance, vol. 1, London, Earle and Hemet, 1799 (présentation en ligne) (« L'Abbesse »), roman gothique en quatre volumes 2 3 4.
- Charles Brockden Brown, Arthur Mervyn (en) : or, Memoirs of the year 1793, Philadelphia, Hugh Maxwell, 1799 (présentation en ligne), roman gothique.
- Charles Brockden Brown, Edgar Huntly (en) : or, Memoirs of a Sleepwalker, Philadelphia, Hugh Maxwell, 1799 (présentation en ligne), roman gothique.
- Charles Brockden Brown, Ormond; or, the Secret Witness (en), New York, Printed by G. Forman for H. Caritat, 1799 (présentation en ligne), roman.
- Mary Hays, The Victim of Prejudice, London, Joseph Johnson, 1799 (présentation en ligne) (« Les Victimes du préjugé »), roman en deux volumes.

- Friedrich Hölderlin, Hyperion oder Der Eremit in Griechenland, vol. 2, Tübingen, J. G. Cotta'sche Buchhandlung, 1799 (présentation en ligne) (« Hyperion ou l'Ermite de Grèce »), seconde partie du roman épistolaire allemand.

## Naissances
- 20 mai : Honoré de Balzac, romancier, critique littéraire, essayiste, journaliste et écrivain français († 18 août 1850).
- 6 juin : Alexandre Pouchkine, poète, dramaturge et romancier russe († 10 février 1837).

## Décès
- 18 mai : Pierre-Augustin Caron de Beaumarchais, écrivain, éditeur et dramaturge français (° 24 janvier 1732).